# 手塚桃子
手塚 桃子（てづか ももこ、1975年7月14日 - ）は、東京都出身の女優。宝井プロジェクトに所属していた。

## 人物
身長157cm。
特技は水泳、テニス、スキー。

## 出演

### テレビ
- ウルトラシリーズ
  - ウルトラQ dark fantasy 第2話（2004年、テレビ東京） - 近所の主婦
  - ウルトラマンマックス 第15話（2005年、CBC） - 看護師
- 貧乏男子 ボンビーメン 第2話（2008年、日本テレビ）
- トップセールス（2008年、NHK）
- 打撃天使ルリ（2008年、テレビ朝日）
- 華麗なるスパイ 第3話（2009年、日本テレビ）
- ハガネの女 第3話（2010年、テレビ朝日）
- 天使の代理人 第2話（2010年、フジテレビ）
- 特命係長 只野仁（テレビ朝日）

### テレビ番組
- ザ!世界仰天ニュース（日本テレビ）
- 経済ドキュメンタリードラマ ルビコンの決断（テレビ東京）

### 映画
- ワイルド・フラワーズ（2004年、東京テアトル）

### 舞台
- わが町
- 女の一生
- ヒネミ
- ROOTERS〜応援者たち〜（2015年、テアトルBonBon）[2]